# 川島裕
川島 裕（かわしま ゆたか、1942年5月2日 - ）は、日本の官僚、元外交官。侍従長（第8代）。外務事務次官を務めた。犬養毅の曽孫。

## 来歴
慶應義塾幼稚舎、東京都立日比谷高等学校、東京大学法学部を経て、1964年（昭和39年）、外務省入省。外務上級職同期には加藤紘一、法眼健作、原口幸市、橋本宏、渡辺伸らが、その他採用組には松尾克俊らがいた。
1966年（昭和41年）、ケンブリッジ大学トリニティ・カレッジ卒業。官房人事課長、官房審議官、在大韓民国日本国大使館公使を経て、1992年（平成4年）10月、駐韓国特命全権公使。1994年（平成6年）、アジア局長、さらに柳井俊二の後を受けて1995年（平成7年）に総合外交政策局長（1995年8月4日-1997年8月1日）に就任、1997年（平成9年）、駐イスラエル大使。
1999年（平成11年）8月13日、外務事務次官に就任。総合外交政策局長→次官コースを切り拓いた。就任後、外務省事務官による機密費流用事件や私的不正流用事件、田中眞紀子外務大臣との省内騒動を受けて、2001年（平成13年）8月10日に辞任。野上義二にバトンタッチした。田中は翌11日までに、人事などで対決した川島の外務省顧問への就任を認めないことを事務当局に通告した。川島は、一連の不祥事発覚前は駐英大使への栄転が確実だったが、顧問への道も閉ざされ、外務省退職のやむなきに至った。この人事で川島を含む歴代4人の外務次官経験者が同時に更迭された。
2003年から宮内庁式部官長。2007年6月から渡辺允の後を受けて、侍従長就任。侍従長としては、明仁天皇の在位20年記念式典や心臓手術の対応に当たった。また天皇、皇后の東日本大震災における被災地訪問やパラオ訪問に随行した。2015年5月1日、侍従長を退任した。
2016年春の叙勲で瑞宝大綬章を受章。同年8月、『随行記 天皇皇后両陛下にお供して』（文藝春秋）を上梓した。

## 人物
- 元国連難民高等弁務官の緒方貞子とは従姉弟同士。曽祖父は首相犬養毅。祖父は犬養の下で外務大臣も務めた娘婿の芳沢謙吉。おじに外務事務次官、駐アメリカ大使を務めた井口貞夫がいる。
- 妻は、民法・法社会学者で東大名誉教授であった川島武宜の娘。
- アジア局長在任中、北朝鮮に対するコメの有償・無償支援に絡み、日本政府に先を越されることを恐れた当時の韓国政府・安全企画部に足をすくわれていたのではないかという憶測記事が、時の橋本龍太郎首相の対韓関係の身上と併せて週刊誌上に取り上げらた[要出典]。